# Süßreserve
Süßreserve ist speziell behandelter, lagerfähig gemachter Traubenmost zur nachträglichen Süßung von Wein. Der tatsächliche Alkoholgehalt der Süßreserve darf 8 g/l, das entspricht rund 1 Volumenprozent, nicht überschreiten. Grundsätzlich ist zu unterscheiden zwischen der Anreicherung des Mostes vor der Gärung zur Anhebung des Alkoholgehalts (→ Chaptalisation) und der Süßung des Weines als Maßnahme zur Erzielung von Harmonie durch Restsüße mittels der Süßreserve. Die Restsüße gleicht dabei einen zu hohen Anteil von Säure im Wein geschmacklich aus.
Früher wurde der unvergorene Traubensaft durch Zufügen eines hohen Anteils von Schwefeldioxid konserviert. Heute ermöglicht neueste Kühl- und Filtertechnik die Herstellung von Süßreserve ohne den störenden Geruch des Schwefeldioxids.
Heute werden verbreitet Traubenkonzentrat oder rektifiziertes Traubenmostkonzentrat statt der Süßreserve eingesetzt, welche jedoch zur Verwendung bei Prädikatsweinen nicht zugelassen sind. Durch den hohen Zuckergehalt der Konzentrate wird die Entwicklung schädlicher Mikroorganismen unterbunden. Die Konzentrate sind somit ohne Zusatz von Konservierungsmitteln haltbar. Außerdem wird statt einer späteren Süßung vorzugsweise die alkoholische Gärung frühzeitig gestoppt.